# 鹿又智成
鹿又 智成（かのまた ともなり、1979年8月4日 - ）は、日本の男性総合格闘家。東京都昭島市出身。パラエストラ八王子所属。

## 来歴
2002年9月29日、第9回全日本アマチュア修斗選手権ウェルター級（-70kg）に出場、決勝で甘利芳紀を破り優勝した。
2002年11月15日、帯谷信弘戦でプロ修斗デビュー。東日本アマチュア選手権で敗れて以来の再戦だったが、判定0-0で引き分けに終わった。
2003年1月24日、修斗ウェルター級新人王トーナメント1回戦では甘利芳紀に、準決勝は滝田J太郎に共に腕ひしぎ十字固めで一本勝ちを収めるも、10月31日の決勝での帯谷信弘との再戦は開始直後に右フックダウンを奪われTKO負けを喫した。
2003年3月30日にはアブダビコンバット日本予選77kg未満級に出場、雷暗暴、小谷宏明、川尻達也に勝利し決勝に進出するも、決勝では石田光洋にポイント0-2で敗れ、本大会出場を逃した。
2005年8月、全日本ブラジリアン柔術選手権紫帯レーヴィ級（-73kg）決勝でタクミを破り優勝した。
2006年にはD.O.G.に出場、2連勝を遂げた後、CAGE FORCEが中心となり発足したワールドワイド・ケージネットワーク（WWCN）に加盟するCage Warriorsに派遣され、ライト級王者アレッシャンドリ・イジドロへの挑戦権を賭けたトーナメントに出場。1回戦、準決勝を勝ち上がると、決勝ではヤルッコ・ラートマキを三角絞めで下し優勝を果たした。
2007年は4月のCage Warriorsのタイトルマッチが延期となり、CAGE FORCEのライト級王座決定トーナメントに出場。3月17日の1回戦では"ダイソナー"・ジェームス・シディックに開始直後にダウンを奪いTKO勝利、2回戦では高橋渉に判定勝利を収めた。準決勝のアルトゥール・ウマハノフ戦はCAGE FORCE 04で行われる予定であったがウマハノフが7月にHERO'SでTKO負けしたため休養期間を取り欠場、鹿又も負傷のため欠場しCAGE FORCE EX -eastern bound-に延期となった。11月11日に行われた準決勝では2Rにウマハノフの頭部が鹿又の鼻にバッティングし負傷、試合続行不能となり怪我をしていないウマハノフが勝者となった。
2008年4月5日、CAGE FORCE 06ではウマハノフの王座返上により空位となったライト級王座決定戦で廣田瑞人と対戦し、1RにパウンドでTKO負けを喫し王座獲得に失敗した。その後10月25日にロシアの頭突き有りの大会「World Absolute Fighting Championship」で復帰し、ジャマル・クルバノフに判定勝利を収めた。
2009年2月28日、CAGE FORCE EX -eastern bound-で児山佳宏に0-3の判定負け。
2009年8月8日、初出場となったパンクラスで赤井太志朗と対戦し、0-1の判定ドロー。
2010年3月7日、SRC初出場となったSRC12でマルロン・サンドロと対戦し、1R開始9秒右アッパーでKO負け。
2011年9月4日、フェザー級暫定キング・オブ・パンクラス決定戦でタクミと対戦し、0-3の判定負けを喫し王座獲得に失敗した。

## 戦績

### 総合格闘技
| 総合格闘技 戦績 | 総合格闘技 戦績 | 総合格闘技 戦績 | 総合格闘技 戦績 | 総合格闘技 戦績 | 総合格闘技 戦績 | 総合格闘技 戦績 |
| --------------- | --------------- | --------------- | --------------- | --------------- | --------------- | --------------- |
| 36 試合         | (T)KO           | 一本            | 判定            | その他          | 引き分け        | 無効試合        |
| 20 勝           | 4               | 6               | 10              | 0               | 7               | 0               |
| 9 敗            | 5               | 0               | 4               | 0               | 7               | 0               |

| 勝敗 | 対戦相手                             | 試合結果                            | 大会名                                                                                  | 開催年月日     |
| ×    | ガイ・デルモ                         | 5分3R終了 判定0-3                   | PANCRASE 260                                                                            | 2014年8月10日  |
| △    | 近野淳平                             | 5分2R終了 判定1-0                   | PANCRASE 257                                                                            | 2014年3月30日  |
| ○    | 杉山和史                             | 5分2R終了 判定3-0                   | PANCRASE 255                                                                            | 2013年12月8日  |
| ×    | ダニエル・スウェイン                 | 2R 4:36 TKO（マウントパンチ）       | PANCRASE 248                                                                            | 2013年6月30日  |
| ×    | ジョン・ショレス                     | 5分3R終了 判定0-3                   | PANCRASE 2011 IMPRESSIVE TOUR                                                           | 2011年12月3日  |
| ×    | タクミ                               | 5分3R終了 判定0-3                   | PANCRASE 2011 IMPRESSIVE TOUR 【フェザー級暫定キング・オブ・パンクラス タイトルマッチ】 | 2011年9月4日   |
| ○    | 高藤正和                             | 1R 4:08 チキンウィングアームロック  | PANCRASE 2011 IMPRESSIVE TOUR                                                           | 2011年5月3日   |
| ○    | 宮路智之                             | 5分2R終了 判定3-0                   | PANCRASE 2011 IMPRESSIVE TOUR                                                           | 2011年2月6日   |
| ○    | アライケンジ                         | 1R 0:24 TKO（チョークスリーパー）   | PANCRASE 2010 PASSION TOUR                                                              | 2010年12月5日  |
| △    | 大澤茂樹                             | 5分3R終了 判定0-0                   | PANCRASE 2010 PASSION TOUR                                                              | 2010年11月3日  |
| ○    | 大野"虎眼"賢良                       | 2R 3:40 TKO（パウンド）             | PANCRASE 2010 PASSION TOUR                                                              | 2010年8月8日   |
| ×    | マルロン・サンドロ                   | 1R 0:09 KO（右アッパー）            | SRC12                                                                                   | 2010年3月7日   |
| ○    | 内山重行                             | 5分2R終了 判定2-0                   | PANCRASE 2010 PASSION TOUR                                                              | 2010年2月7日   |
| ○    | アライケンジ                         | 5分3R終了 判定3-0                   | PANCRASE 2009 CHANGING TOUR                                                             | 2009年12月6日  |
| △    | アライケンジ                         | 5分2R終了 判定0-1                   | PANCRASE 2009 CHANGING TOUR                                                             | 2009年10月25日 |
| △    | 赤井太志朗                           | 5分2R終了 判定0-1                   | PANCRASE 2009 CHANGING TOUR                                                             | 2009年8月8日   |
| ×    | 児山佳宏                             | 5分3R終了 判定0-3                   | CAGE FORCE EX -eastern bound-                                                           | 2009年2月28日  |
| ○    | エリヤ                               | 1R 0:30 腕ひしぎ十字固め            | CAGE FORCE 09                                                                           | 2008年12月6日  |
| ○    | ジャマル・クルバノフ                 | 5分3R終了 判定3-0                   | FEFoMP: Mayor Cup 2008                                                                  | 2008年10月25日 |
| ×    | 廣田瑞人                             | 1R 1:00 TKO（パウンド）             | CAGE FORCE 06 【CAGE FORCEライト級王座決定戦】                                          | 2008年4月5日   |
| ×    | アルトゥール・ウマハノフ             | 2R 2:54 TKO（ドクターストップ）     | CAGE FORCE EX -eastern bound- 【ライト級王座決定トーナメント準決勝】                    | 2007年11月11日 |
| ○    | 高橋渉                               | 5分3R終了 判定3-0                   | CAGE FORCE 03 【ライト級王座決定トーナメント 準々決勝】                                 | 2007年6月9日   |
| ○    | "ダイソナー"・ジェームス・シディック | 1R 0:09 TKO（右フック→パウンド）    | CAGE FORCE 02 【ライト級王座決定トーナメント 1回戦】                                    | 2007年3月17日  |
| ○    | ヤルッコ・ラートマキ                 | 1R 1:13 三角絞め                    | Cage Warriors: Showdown 2 【ライト級王座挑戦者決定トーナメント 決勝】                   | 2006年11月19日 |
| ○    | ピーター・アーヴィング               | 2R 3:36 TKO（バックマウントパンチ） | Cage Warriors: Showdown 2 【ライト級王座挑戦者決定トーナメント 準決勝】                 | 2006年11月19日 |
| ○    | ブライアン・コーエン                 | 1R 0:57 TKO（マウントパンチ）       | Cage Warriors: Showdown 2 【ライト級王座挑戦者決定トーナメント 1回戦】                  | 2006年11月19日 |
| ○    | 金原泰義                             | 5分2R終了 判定2-0                   | D.O.G. VII                                                                              | 2006年9月9日   |
| ○    | 福本よう一                           | 5分3R終了 判定2-0                   | D.O.G. VI                                                                               | 2006年6月11日  |
| ○    | 美木航                               | 5分2R終了 判定3-0                   | 修斗                                                                                    | 2005年9月23日  |
| △    | 光陰兜                               | 5分2R終了 判定1-0                   | 修斗 ROOKIE TOURNAMENT 2004 FINAL                                                       | 2004年11月25日 |
| △    | 天突頑丈                             | 5分2R終了 判定0-0                   | 修斗 下北沢修斗劇場 第9弾 青春の門 -鍛錬編-                                             | 2004年7月4日   |
| ○    | 大河内貴之                           | 5分2R終了 判定3-0                   | 修斗                                                                                    | 2004年5月3日   |
| ×    | 帯谷信弘                             | 1R 0:11 TKO（右フック→パウンド）    | 修斗 下北沢修斗劇場 第7弾 -若大将は誰だ!- 【新人王トーナメント ウェルター級 決勝】      | 2003年10月31日 |
| ○    | 滝田J太郎                            | 1R 4:49 腕ひしぎ十字固め            | 修斗 【新人王トーナメント ウェルター級 準決勝】                                         | 2003年5月4日   |
| ○    | 甘利芳紀                             | 1R 4:16 腕ひしぎ十字固め            | 修斗 【新人王トーナメント ウェルター級 1回戦】                                          | 2003年1月24日  |
| △    | 帯谷信弘                             | 5分2R終了 判定0-0                   | 修斗                                                                                    | 2002年11月15日 |

### グラップリング
| 勝敗 | 対戦相手 | 試合結果         | 大会名                                  | 開催年月日    |
| ×    | 石田光洋 | ポイント0-2      | ADCC 2003日本予選 【77kg未満級 決勝】   | 2003年3月30日 |
| ○    | 川尻達也 | ポイント2-0      | ADCC 2003日本予選 【77kg未満級 準決勝】 | 2003年3月30日 |
| ○    | 小谷宏明 | 腕ひしぎ十字固め | ADCC 2003日本予選 【77kg未満級 2回戦】  | 2003年3月30日 |
| ○    | 雷暗暴   | ポイント0-(-1)   | ADCC 2003日本予選 【77kg未満級 1回戦】  | 2003年3月30日 |

## 獲得タイトル
- 第9回全日本アマチュア修斗選手権 ウェルター級 優勝（2002年）
- 第6回全日本ブラジリアン柔術選手権 紫帯レーヴィ級 優勝（2005年）
- CWFCライト級王座挑戦者決定トーナメント 優勝（2006年）